# Карчери
Ка̀рчери (на италиански: Carceri; на венециански: Càlzare, Калцаре) е село и община в Северна Италия, провинция Падуа, регион Венето. Разположено е на 10 m надморска височина. Населението на общината е 1616 души (към 2010 г.).